# Peter Tscherkassky
Peter Tscherkassky (* 3. října 1958 Vídeň) je rakouský experimentální filmař, který pracuje převážně s found footage. Například pro film Outer Space (1999), druhou část trilogie, kterou dále tvoří filmy L'Arrivée (1998) a Dream Work (2001), použil záběry z hororu Bytost (1982) režiséra Sidneyho J. Furieho.
S avantgardním filmem se seznámil v roce 1978, kdy navštívil pětidenní přednášku historika P. Adamse Sitneyho. Natáčení filmů se začal věnovat v následujícím roce.
Studoval žurnalistiku a politologii na Vídeňské univerzitě, později též filozofii mj. v Berlíně. Později se sám věnoval pedagogické činnosti.

## Filmografie (výběr)
- Erotique (1982)
- Motion Picture (1984)
- Manufraktur (1985)
- Parallel Space: Inter-View (1992)
- Happy-End (1996)
- L'Arrivée (1998)
- Outer Space (1999)
- Dream Work (2001)
- Instructions for a Light and Sound Machine (2005)
- Coming Attractions (2010)
- The Exquisite Corpus (2015)
- Train Again (2021)[5]